# Control (Janet-Jackson-Lied)
Control ist ein Lied von Janet Jackson aus dem Jahr 1986, das von ihr und dem Duo Jimmy Jam und Terry Lewis geschrieben wurde. Es erschien auf dem gleichnamigen Album.

## Geschichte
Im Song verarbeitete Janet Jackson ihre Zeit bei ihren Eltern und singt darüber, dass sie endlich allein ihr Leben führen will, dies wird an der Textstelle: „When I was seventeen, I did what people told me ...“ (deutsch: Als ich siebzehn war, musste ich tun, was man mir sagte) deutlich. Die Veröffentlichung fand am 21. Oktober 1986 statt. 
1988 gewann Jackson mit dem Song beim Soul Train Music Award in der Kategorie Best R&B/Soul or Rap Music Video. 
Aufgrund des Textes sang Jackson den Song auf vielen ihrer Touren, so zum Beispiel auf der Rhythm Nation World Tour und der The Velvet World Tour.

## Musikvideo
Die Regie des Musikvideos führte, wie bereits bei Nasty, Mary Lambert. Zu Beginn des Videos verlässt Jackson nach einer Diskussion mit ihren Eltern das Haus und fährt mit dem Duo Jimmy Jam und Terry Lewis sowie einigen anderen Männern zum Konzert, wo sie den Song vorträgt.

## Kommerzieller Erfolg

### Chartplatzierungen
| ChartsChartplatzierungen       | Höchstplatzierung | Wochen |
| ------------------------------ | ----------------- | ------ |
| Vereinigte Staaten (Billboard) | 5 (18 Wo.)        | 18     |
| Vereinigtes Königreich (OCC)   | 42 (5 Wo.)        | 5      |

| ChartsJahrescharts (1987)      | Platzierung |
| ------------------------------ | ----------- |
| Vereinigte Staaten (Billboard) | 37          |

### Auszeichnungen für Musikverkäufe
| Land/Region               | Auszeichnungen für Musikverkäufe (Land/Region, Auszeichnung, Verkäufe) | Verkäufe |
| ------------------------- | ---------------------------------------------------------------------- | -------- |
| Vereinigte Staaten (RIAA) | Gold                                                                   | 500.000  |
| Insgesamt                 | 1× Gold ·                                                              | 500.000  |

Hauptartikel: Janet Jackson/Auszeichnungen für Musikverkäufe

## Coverversionen
- 1991: Kylie Minogue (Too Much of a Good Thing)
- 2007: Rakim